# Äsgöl (Hjorteds socken, Småland)
Äsgöl är en sjö i Västerviks kommun i Småland och ingår i Botorpsströmmen-Marströmmens kustområde.